# Sphecotypus taprobanicus
Sphecotypus taprobanicus är en spindelart som beskrevs av Simon 1897. Sphecotypus taprobanicus ingår i släktet Sphecotypus och familjen flinkspindlar.
Artens utbredningsområde är Sri Lanka. Inga underarter finns listade i Catalogue of Life.